# Batesville (Mississippi)
Batesville ist eine Kleinstadt im Norden des US-amerikanischen Bundesstaates Mississippi und einer von zwei Verwaltungssitzen (neben Sardis) des Panola County. Das U.S. Census Bureau hat bei der Volkszählung 2020 eine Einwohnerzahl von 7523 ermittelt.
Die Stadt liegt etwa 20 km südwestlich des Sardis Lake und rund 60 km südlich von Memphis am Tallahatchie River.

## Geschichte
Das Land, auf dem sich heute Batesville befindet, gehörte ursprünglich Indianern vom Stamme der Chickasaw und war Teil des Gebietes, das die Chickasaw im Zuge des mit der Regierung der Vereinigten Staaten geschlossenen Treaty of Pontotoc Creek im Jahre 1832 an diese abtrat. Die daraufhin als Old Panola bekannt gewordene Siedlung gehörte zu dieser Zeit neben Belmont zu den wichtigsten Orten im Norden des Staates Mississippi.
Durch den Bau der Eisenbahn von Memphis nach Grenada erfuhr Batesville einen wirtschaftlichen Aufschwung. Im Jahre 1866 wurde die Stadt nach dem Eisenbahnschaffner und Methodistenprediger Jim Bates in Batesville benannt.
Das Panola County ist reich an Bürgerkriegstradition. Zu Beginn des Jahres 1861 berichtete der "The Weekly Panola Star", dass die Kriegsbegeisterung zwar nur mäßig sei, aber eine allgemein große Zustimmung zur Konföderation und zur Sezession bestehen würde.
Von Beginn an war Batesville ein geeigneter Standort für Industrieansiedlungen. Ein erstes solches Interesse artikulierte sich zu Beginn des Amerikanischen Bürgerkrieges. So wurde eine Fabrikation für Gewehre in der Stadt aufgezogen. Wenig später wurde eine Konservenfabrik eröffnet. Mühlen und Bekleidungsfabriken kamen im Verlauf der nächsten Jahrzehnte hinzu.
Heute versucht die Stadt, aus den sehr unterschiedlichen Erfahrungen der Vergangenheit wieder an die vorangegangenen Wachstumsphasen anzuknüpfen und sich zu einem der führenden Wirtschaftszentren im nördlichen Mississippi zu etablieren.
Um in Zukunft Triebwerkskomponenten aus Faserverbundwerkstoffen herstellen zu können, hat GE Aviation am 23. Oktober 2008 ein neues Werk in Batesville in Betrieb genommen.

## Bevölkerung
Bei der Volkszählung im Jahre 2000 hatte Batesville 7113 Einwohner. Davon waren 41,88 % Afroamerikaner, 56,43 % Weiße, 1,60 % Hispanics, daneben Indianer sowie Asiaten.

## Söhne und Töchter der Stadt
- Thomas Wayne (1940–1971), Rockabilly- und Pop-Sänger
- Darrell Henderson (* 1997), American-Football-Spieler